# El Maestro de Jarcia
El Maestro de Jarcia es la primera novela protagonizada por el guardia marina Juan Hunn, escrita por el escritor español Manuel Díaz Ordóñez.

## Argumento
Juan Hunn es un joven guardia marina que acaba de concluir su primer viaje de instrucción marinera a bordo del jabeque Gitano del comandante Antonio Barceló. Se encuentra en el floreciente puerto de Barcelona, mientras espera su primer destino oficial en un navío del Rey. No sabe que una nueva y peligrosa aventura está a punto de exponerlo a muchos peligros durante el año 1750.
Despedido sin miramientos del jabeque, Hunn es obligado a adentrarse en la gran ciudad con poco más que la dirección de una taberna y con la conciencia lastrada por un secreto personal que puede suponerle algo más que su expulsión de la Armada Real Española.
En la tabernucha El Porc Senglar, el Comisario de Marina Tenorio le encomienda una difícil misión como agente secreto Obedeciendo las órdenes del Marqués de la Ensenada. Se debe infiltrar en la Compañía del Asiento de Jarcia, una poderosa empresa dirigida por las fortunas más destacadas de la Cataluña dieciochesca.
Detrás de todo se encuentra un eficaz agente británico que está saboteando a conciencia todos los esfuerzos de la corona española por reconstruir sus fuerzas navales. El soborno, el asesinato, los incendios y el envenenamiento se convierten en eficaces herramientas en manos del sádico espía.
Su relación con María Beltrán se vuelve estrecha. Aunque no tanto como Hunn quisiera. Las noches que ambos simulan pasar gozando en el catre se convierten en una pesadilla para su virilidad contenida. Cuándo llega a Cartagena la cosa se le complicará aún más al conocer a Isabel Benaguas, la bella indiana tostada por el sol caribeño. En una mezcla explosiva de melancolía y belleza salvaje esta mujer arrastrará a Hunn a una espiral de emociones en la que perderá el rumbo de su misión y caiga en las trampas del espía inglés.

## Situación histórica y geográfica
La novela está situada en Barcelona, Tortosa y Cartagena en el Mediterráneo español en el año 1750. También hay un pequeño salto a Cartagena de Indias.

## Temas básicos de la novela
- La industria naval española del Dieciocho.
- El paso de joven a adulto enfrentado a una situación muy complicada.
- El suministro estratégico de la Armada Real Española en el siglo XVIII.
- La relación entre Hunn y María Beltrán, Isabela y el maestro de jarcia Joan Montserrat.
- La navegación en jabeque.
- El espionaje industrial en la época moderna.

## Referentes históricos
Algunos de los personajes que aparecen (o son mencionados) son reales. El Secretario de Marina e Indias Zenón Somodevilla, Marqués de la Ensenada o Francisco Barrero Peláez, Intendente de Marina en Cartagena de Levante. También son reales Antonio Barceló, el ingeniero Sebastián Feringán y el oficial de la Armada Real Jorge Juan y Santacilia
La historia hace referencia a la protección de unas reglas para la construcción de jarcia redactadas por el marino español Jorge Juan en Cartagena a finales del año 1750 .
Por último, indicar que el autor se basa en la investigación realizada para su tesis doctoral presentada en la Universidad de Barcelona .

## Personajes de la novela
- Juan Hunn aka Rodrigo Pérez.
- Joan Montserrat. Maestro de Jarcia.
- Doña Josefa. La esposa del anterior.
- Petra. Una prostituta con sorpresa.
- María Beltrán. Agente secreta
- Isabela Benaguas. La bella cartagenera (de Indias)
- Andrés Tenorio. Comisario de Marina.
- Antonio Barceló. Comandante de jabeques de la Armada Real.
- Joan Buxó. Maestro de Jarcia.
- Ignasi Buxó. Soguero, padre del anterior y envenenado.
- Luis Albiarch. Marinero desgraciado.
- Luis Téllez. Guardia marina.
- Albert Puig. Muchacho buscavidas de Barcelona.
- Andreu Bruguera. El amigo del anterior.
- Agustí Gispert. Socio y administrador de la Compañía del Asiento de Jarcia.
- Josep Puigjaner. Socio y director de la Compañía del Asiento de Jarcia.
- Manel Barnada. Patrón de pingue.
- Bruno Rubio. Un carpintero con buena mano para la cocina tortosina.
- O'Dunn. Irlandés y Comisario de Marina.
- Jan Van Fermeint. Escribano de Marina.
- Braulio Fuentes. Guardia marina y agente secreto.
- Varios marineros, sogueros y militares, etc.

## Datos del libro
Escrito en 2011 por Manuel Díaz Ordóñez con el título original de El Maestro de Jarcia. Publicado en España originalmente en el año 2011. ISBN 978-84-15074-14-4